# Wąskolistość łubinu żółtego
Wąskolistość łubinu żółtego – wirusowa choroba łubinu wywoływana przez wirusa żółtej mozaiki fasoli (Bean yellow mosaic virus, BYVMV).

## Występowanie
Jest to najgroźniejsza choroba łubinu żółtego. W Polsce pierwsze sygnały o wystąpieniu wąskolistości pochodzą z 1956 roku. Na początku lat 60 przeprowadzono badania nad jej szkodliwością i etiologią. Powszechność występowania tej choroby jest łączona z wprowadzeniem do uprawy odmian o małej zawartości alkaloidów. Wirus wywołujący tę chorobę poraża również fasolę, łubin wąskolistny, zmienny, biały i żółty oraz bobik i groch, a także rośliny z rodzin Liliaceae i Chenopodiaceae.

## Objawy
Typowym objawem tej choroby jest zwężenie i pokarbowanie liści łubinu oraz jasnozielona mozaika, ponadto porażone kwiaty są drobne, jaśniej zabarwione od zdrowych oraz są ustawione pod ostrym kątem w stosunku do osi kwiatostanu. Natomiast silnie porażone rośliny są skarłowaciałe, zdeformowane, długo pozostają zielone i nie dojrzewają.

## Rozwój choroby
Źródłem pierwotnego zakażenia jest np. mieczyk oraz jego nasiona, jak również inne porażone rośliny trwałe. W okresie wegetacji wirus BYMV przenoszą mszyce Myzodes persicae, Aphis craceivora, Acyrthosiphon pisum. Rozwojowi choroby sprzyja słoneczna pogoda w pierwszej połowie lata.

## Szkodliwość
Wczesne zakażenie roślin łubinu powoduje około 90% strat w plonie nasion, natomiast późniejsze – 30–40%. Na porażonych plantacjach opóźnia się zbiór, ponadto nasiona mogą zawierać wirusa (ok. 5–30%) i nie mogą być przeznaczone na materiał siewny. Wystąpienie choroby przed kwitnieniem powoduje często zmniejszenie plonu nasion, ale zwiększa ich rozmiar. Porażenie przed lub po kwitnieniu powoduje że nasiona są drobniejsze.

## Ochrona
Ochrona łubinu przed wirusem żółtej mozaiki fasoli polega na: wczesnym wysiewie zdrowego materiału siewnego oraz izolacji przestrzennej od wieloletnich roślin motylkowatych.